# Vail (Colorado)
Vail é uma cidade  localizada no estado americano de Colorado, no Condado de Eagle.

## Demografia
Segundo o censo americano de 2000, a sua população era de 4531 habitantes.
Em 2006, foi estimada uma população de 4628, um aumento de 97 (2.1%).

## Geografia
De acordo com o United States Census Bureau tem uma área de
11,7 km², dos quais 11,7 km² cobertos por terra e 0,0 km² cobertos por água.

## Localidades na vizinhança
O diagrama seguinte representa as localidades num raio de 24 km ao redor de Vail. 